# ويني سن
ويني سن (بالإنجليزية: Winnie Sun)‏ هي مستشارة مالية أمريكية، ولدت في 16 يناير 1974 في لوس أنجلوس في الولايات المتحدة.